# フィル・リー
フィル・リー（Phil Lee, 1943年4月8日 - 2024年5月12日）は、イングランドのジャズ・ギタリスト。

## 経歴
リーは、10代の頃にアイク・アイザックスにギターを学び、ナショナル・ユース・ジャズ・オーケストラのメンバーとして、1960年のアンティーブ・ジャズ・フェスティバルでの演奏も担当した。1960年代後半には、ジョン・ウィリアムズやグラハム・コリアーと共演し、ボブ・スタッキー、ドゥドゥ・プクワナ、ジョン・C・マーシャルらが所属するバンドでも演奏した。
1970年代には、トニー・コーやマイケル・ギャリック、ヘンリー・ロウサー、ジョン・スティーヴンスらとともに、ギルガメッシュやアクセルなどのジャズ・ロック・バンドで演奏した。また、ジェフ・クラインとともに『Twice Upon a Time』（1987年）を録音した。その後は、ゴードン・ベック、アンドレス・ボイアルスキー、ベニー・グッドマン、レナ・ホーン、マリアン・モンゴメリー、アニー・ロス、そしてロンドン・ジャズ・オーケストラと共演している。

## その他の出典
- Mark Gilbert, "Phil Lee". The New Grove Dictionary of Jazz. Second edition, ed. Barry Kernfeld.